# Rio Chişcata
O Rio Chişcata é um rio da Romênia, afluente do Glăvăneşti, localizado no distrito de Botoşani.